# Xysticus parallelus
Xysticus parallelus är en spindelart som beskrevs av Simon 1873. Xysticus parallelus ingår i släktet Xysticus och familjen krabbspindlar. Inga underarter finns listade i Catalogue of Life.